# Prolapse
En medicina, el prolapse és una condició en què els òrgans cauen o llisquen fora de lloc. S'utilitza per als òrgans que sobresurten per la vagina, el recte o per a la desalineació de les vàlvules del cor. Una hèrnia discal de la columna també s'anomena de vegades “prolapse discal”. Prolapse significa “caure fora de lloc", del llatí prolabi que significa “caure”.
En relació amb l'úter, la condició de prolapse provoca una extensió inferior de l'òrgan cap a la vagina, causada per la debilitat dels músculs pelvians.

## En éssers humans

### Prolapse de la vàlvula cardíaca
El principal tipus de prolapse de les vàlvules cardíaques en els humans és el prolapse de la vàlvula mitral (MVP), que és una malaltia coronària valvular caracteritzada pel desplaçament d'un fullet de vàlvula mitral anormalment gruixut a l'atri esquerre durant la sístole.
El prolapse de la vàlvula tricúspide pot causar regurgitació tricúspide.

### Prolapse rectal
El prolapse rectal és una condició en què part de la paret o tota la paret del recte cau fora de lloc. El prolapse rectal pot ser una emergència mèdica. En alguns casos, el recte pot sobresortir.
Els símptomes d'un prolapse rectal poden ser:
- Incontinència de femta
- Sagnat, dolor anal, picor, irritació
- Teixit que sobresurt del recte

Un cirurgià pot operar a través de l'abdomen per assegurar part de l'intestí gros o el recte a l'interior de la cavitat abdominal (rectopèxia). De vegades, el cirurgià elimina la part afectada de l'intestí.
La cirurgia també es pot fer a través del perineu (la zona entre els genitals i l'anus) per eliminar el teixit prolapsat.

La cirurgia té més èxit per a persones que encara tenen cert control sobre els seus moviments intestinals. Si l'esfínter anal està danyat, la cirurgia pot corregir el prolapse però no poder corregir completament la incontinència fecal (manca de control de les deposicions). La incontinència fecal pot millorar o deteriorar-se després de la cirurgia de prolapse.
Si el revestiment ha caigut de l'anus i és al voltant de 7 cm o menys, finalment hauria de retrocedir-se cap a dins de manera natural, encara que la retracció pot trigar fins a quatre dies.

### Prolapse genital femení
El prolapse uterí (o prolapse dels òrgans pelvians) es produeix quan els òrgans pelvians femenins cauen de la seva posició normal, dins o a través de la vagina. Es produeix en dones de totes les edats, és més comú a mesura que les dones envelleixen, especialment en aquelles que han donat a llum nadons grans o han tingut fases de part molt llargues. El tabaquisme, l'obesitat, els trastorns del teixit connectiu, els trastorns respiratoris de les vies altes, i les lesions per esforços repetitius poden augmentar el risc de prolapse. El prolapse menor es pot tractar amb exercicis per enfortir els músculs del sòl pelvià (fisioteràpia pelviana); un prolapse més greu, per exemple, procidencia completa, requereix l'ús de pessari o tractament quirúrgic reconstructiu. La cirurgia reconstructiva del prolapse pelvià es pot fer sense recórrer a la histerectomia completa per histeropèxia, la resuspensió de l'úter prolapse. La pràctica ginecològica tradicional afavoreix l'extirpació de l'úter o els ovaris (o tots dos) en el moment de la cirurgia de prolapse, i una estimació afirma que de les 600.000 histerectomies que es realitzen als Estats Units cada any, el 13% són per prolapse. Tanmateix, hi ha la preocupació que moltes d'aquestes histerectomies puguin ser innecessàries i que la histeropèxia sigui suficient com a tractament.

### Prolapse del sòl pèlvic
El recte o la bufeta urinària poden prolapsar com a resultat de canvis en la integritat del teixit connectiu a les parets vaginals posterior o anterior, respectivament, donant lloc a un prolapse del sòl pèlvic. Els símptomes poden incloure una sensació de pressió a la pelvis o la protrusió visible d'òrgans de la vagina. El prolapse gairebé mai no és dolorós, però el canvi de posició dels òrgans pot provocar símptomes urinaris o intestinals.
Els pesaris són una opció de tractament per al prolapse d'òrgans pelvians.

### Prolapse del cordó umbilical
El prolapse del cordó umbilical es produeix quan el cordó umbilical surt de l'úter amb o abans de la part que presenta el fetus. És una malaltia relativament rara i es presenta en menys de l'1% dels embarassos. El prolapse del cordó és més freqüent en dones que han tingut ruptura del sac amniòtic. Altres factors de risc inclouen factors materns o fetals que impedeixen que el fetus ocupi una posició normal a la pelvis materna, com ara una mentida fetal anormal, massa líquid amniòtic o un fetus prematur o petit. La preocupació pel prolapse del cordó és que la pressió sobre el cordó del fetus provocarà una compressió del cordó que compromet el flux sanguini al fetus. Sempre que hi hagi una disminució sobtada de la freqüència cardíaca fetal o un traçat cardíac fetal anormal, s'ha de tenir en compte el prolapse del cordó umbilical. A causa de la possibilitat de mort fetal i altres complicacions, el prolapse del cordó umbilical es considera una emergència obstètrica durant l'embaràs o el part. Les directrius de gestió actuals se centren en el part ràpid, que sol comportar una cesària. Amb una gestió adequada, la majoria dels casos tenen bons resultats neonatals.

## Altres espècies

### Rèptils
S'ha documentat de prolapse genital en serps i tortugues.

### Ocells

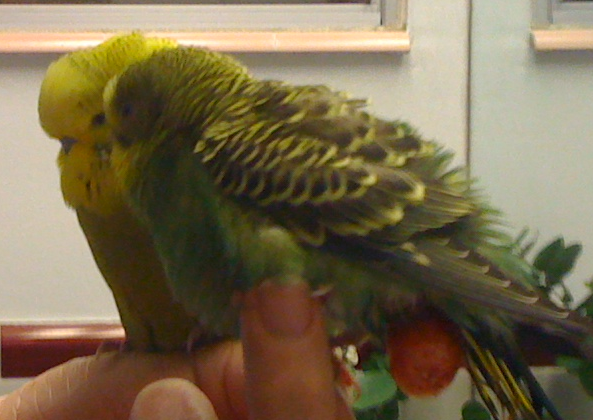
Una gallina periquito lligada a un ou amb una vagina prolapse i la seva parella

El prolapse de l'oviducte és una condició sovint mortal en les aus. Quan es pon un ou, la vagina passa per la cloaca per lliurar l'ou. Els ous grans i l'obesitat aviària contribueixen a aquesta condició. L'assistència veterinària immediata és primordial per a la supervivència d'un ocell amb prolapse. Fins i tot amb una intervenció mèdica immediata, les possibilitats de supervivència solen ser incertes.

### Vaques
El prolapse de l'úter boví, especialment en el bestiar lleter, es produeix generalment en les primeres 12 hores posteriors al part. Les causes freqüents són la hipocalcèmia combinada amb la irritació del canal del part, provocant esforços. La substitució de la protuberància, que pot variar des de la mida d'una pilota de softbol fins a penjar tot l'úter per sota dels corveons, es realitza amb la vaca en decúbit esternal, una injecció epidural i les extremitats posteriors "granotes" cap enrere per permetre que la pelvis es trobi. inclinar cap endavant, facilitant la substitució. El rentat i la neteja acurats abans del reemplaçament és important, així com assegurar-se que les banyes estiguin completament vertides un cop dins de la vaca. Sovint es col·loca una sutura Buhner a la vulva per evitar la reaparició posterior. Un altre tipus de prolapse reproductor en el bestiar és l'anomenat prolapse vaginal boví.

### Ovelles
Igual que a les vaques.

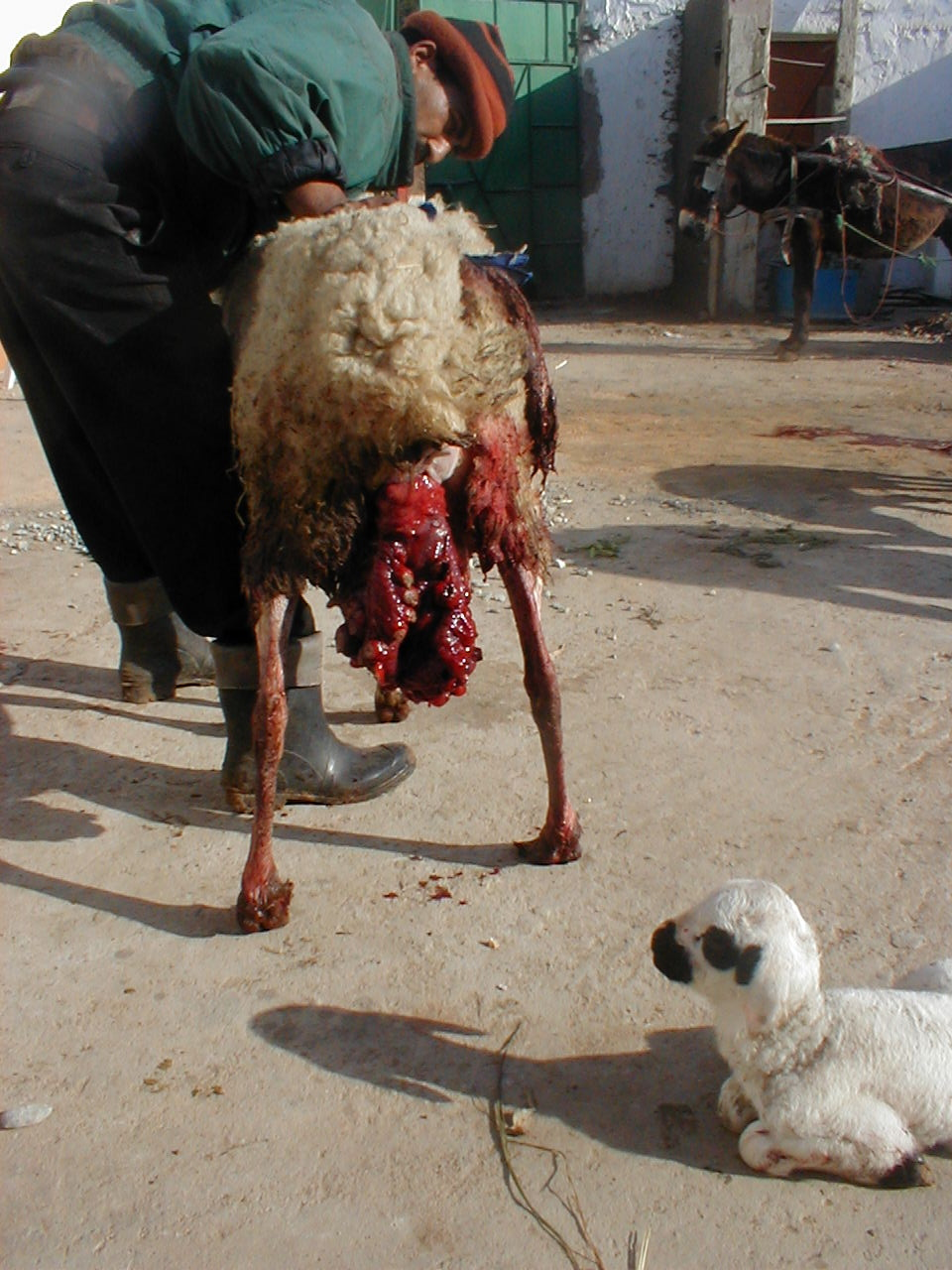
Amb xai nounat
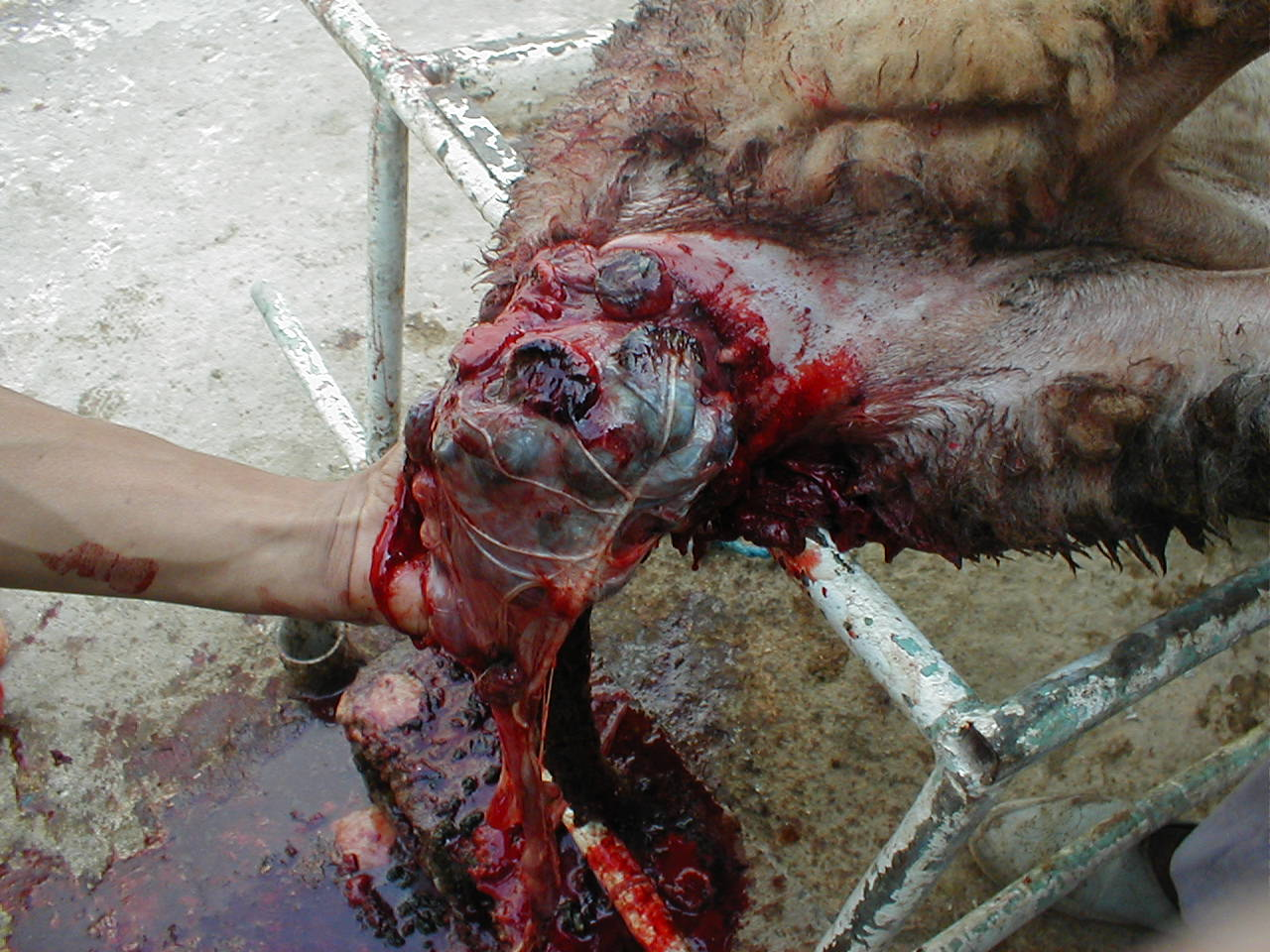
Amb postpart
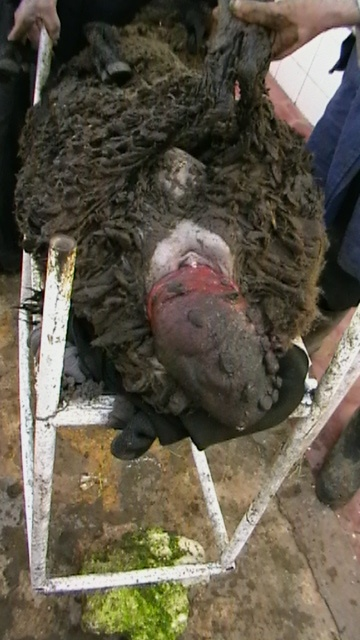
Úter tacat (12 hores fora)
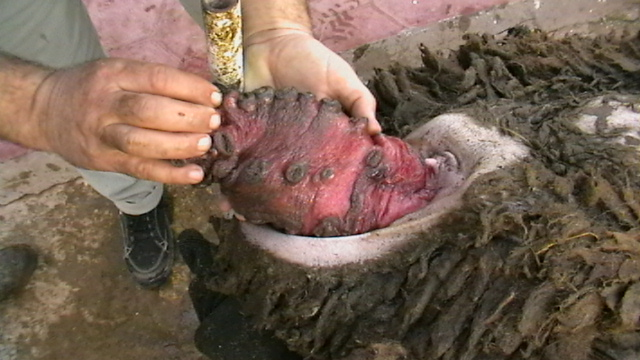
Abans de reposicionar

### Porcs
El prolapse rectal és una malaltia que s'identifica habitualment en porcs de granges i escorxadors. Si no es redueixen ràpidament, els prolapses dels porcs es tornen necròtics i s'infecten, i corren el risc de ser canibalitzats per altres companys de corral. Si això últim succeeix, normalment provoca la mort de l'animal per sèpsia, xoc o peritonitis fecal.

### Cavalls i mules
El prolapse rectal que es produeix en cavalls i mules seria millor anomenar-se prolapse anal, ja que només implica que la membrana mucosa es mogui posteriorment per formar una protuberància circular fora de l'anus. La condició no és dolorosa.
En eugues després del part, es descriu com un 10 a 60 mm protrusió mucosa.

En mules i poltres joves, el prolapse anal es produeix amb una freqüència similar a la de Gasterophilus haemorrhoidalis. En condicions de reproducció extensiva, la malaltia només es reconeix després d'uns dies, provocant un intens edema dels teixits prolapsats i necrosi de la membrana mucosa.
Els primers casos s'han de tractar amb l'aplicació de substàncies higroscòpiques com el sucre en pols, seguit de sutura de corda de moneder. Quan els teixits prolapsats són edematosos i necròtics, es realitza l'amputació. El pronòstic és just, ja que els teixits eliminats no contenen cap òrgan important ni vasos sanguinis grans.

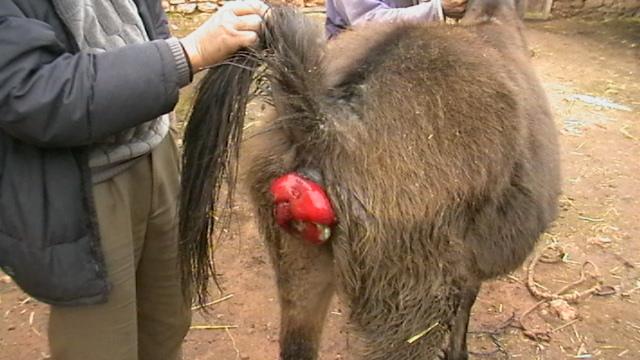
Prolapse en una mula
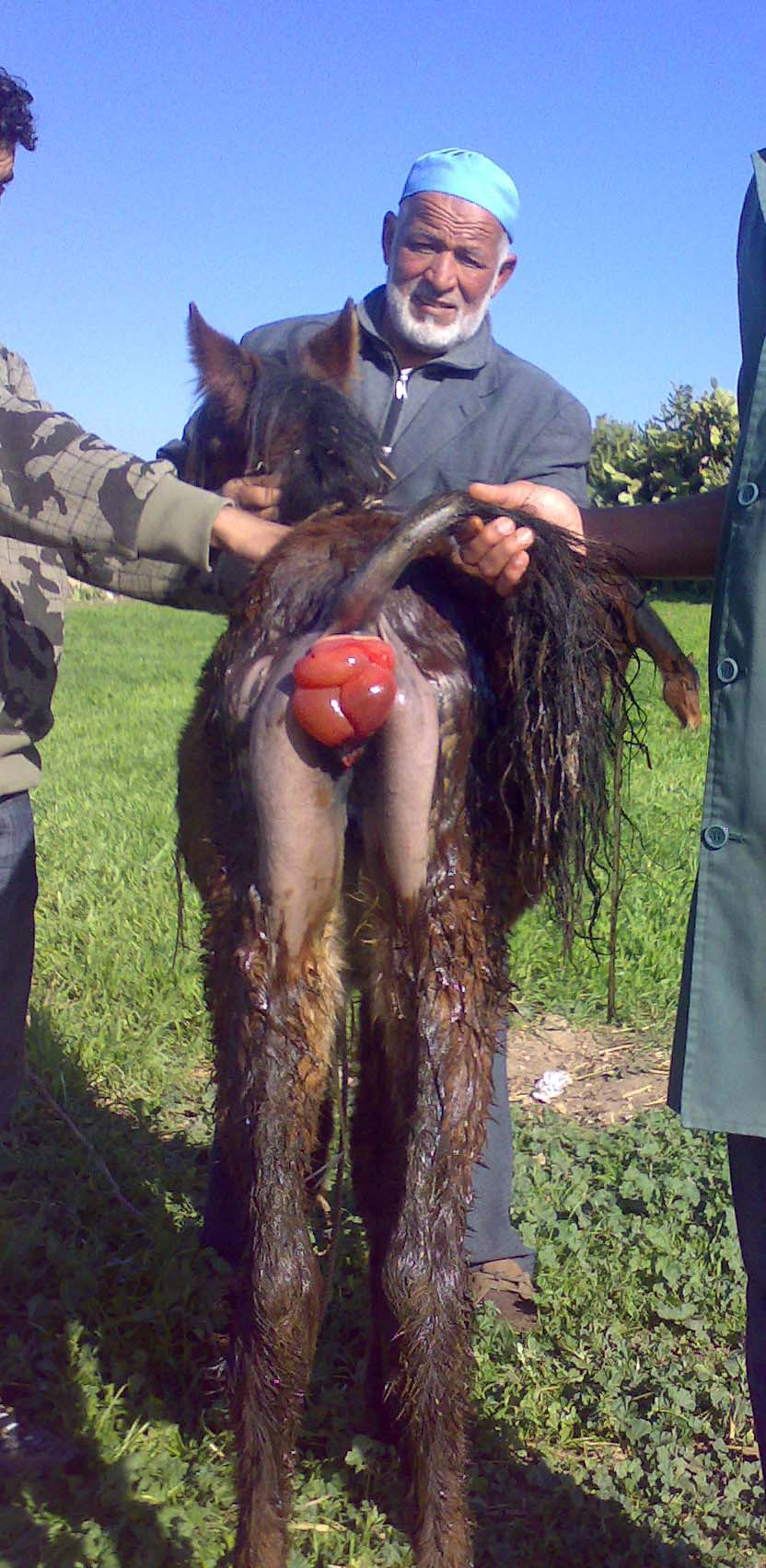
Prolapse en un poltre
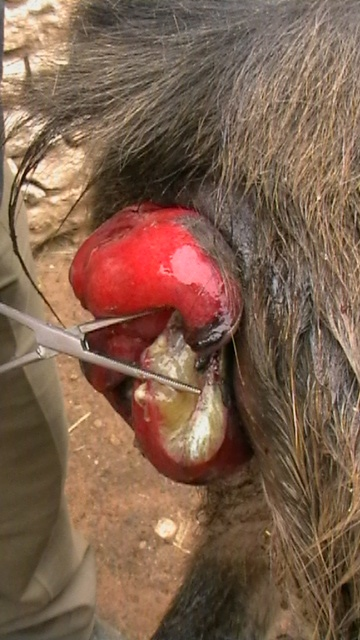
edema submucos
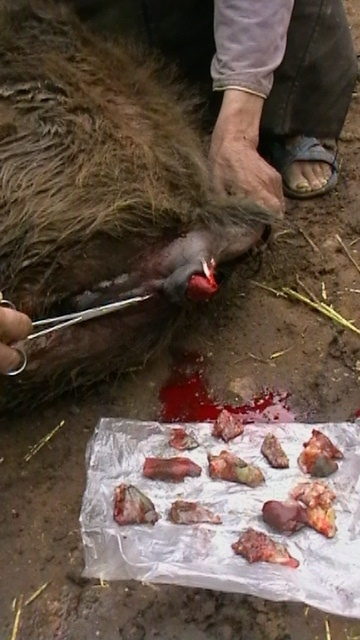
Eliminació senzilla de teixits edematosos prolapsats